# Coronel (Chile)
Coronel este un oraș și comună din provincia Concepción, regiunea Bío Bío, Chile, cu o populație de 107.759 locuitori (2012) și o suprafață de 279 km2.